# 2146 Stentor
2146 Stentor é um asteroide troiano de Júpiter. Foi descoberto em 24 de outubro de 1976 por Richard Martin West no Observatório de La Silla.